# Монтвейл (Вірджинія)
Монтвейл (англ. Montvale) — переписна місцевість (CDP) в США, в окрузі Бедфорд штату Вірджинія. Населення — 635 осіб (2020).

## Географія
Монтвейл розташований за координатами 37°23′7″ пн. ш. 79°43′32″ зх. д. / 37.38528° пн. ш. 79.72556° зх. д. (37.385171, -79.725500).  За даними Бюро перепису населення США в 2010 році переписна місцевість мала площу 6,26 км², з яких 6,25 км² — суходіл та 0,01 км² — водойми.

## Демографія
Згідно з переписом 2010 року, у переписній місцевості мешкало 698 осіб у 297 домогосподарствах у складі 195 родин. Густота населення становила 112 особи/км².  Було 328 помешкань (52/км²).
Расовий склад населення:
| - 93,4 % — білих - 4,7 % — чорних або афроамериканців - 0,6 % — азіатів - 0,3 % — корінних американців |

До двох чи більше рас належало 1,0 %. Частка іспаномовних становила 1,0 % від усіх жителів.
За віковим діапазоном населення розподілялося таким чином: 18,5 % — особи молодші 18 років, 65,3 % — особи у віці 18—64 років, 16,2 % — особи у віці 65 років та старші. Медіана віку мешканця становила 45,8 року. На 100 осіб жіночої статі у переписній місцевості припадало 88,6 чоловіків;  на 100 жінок у віці від 18 років та старших — 85,3 чоловіків також старших 18 років.
Середній дохід на одне домашнє господарство  становив 40 682 долари США (медіана — 31 563), а середній дохід на одну сім'ю — 58 413 долари (медіана — 54 000). За межею бідності перебувало 9,7 % осіб, у тому числі 0,0 % дітей у віці до 18 років та 8,1 % осіб у віці 65 років та старших.
Цивільне працевлаштоване населення становило 313 особи. Основні галузі зайнятості: роздрібна торгівля — 19,5 %, виробництво — 18,5 %, оптова торгівля — 15,0 %.